# Aedes argenteoventralis
Aedes argenteoventralis é um espécie de mosquito do género Aedes, pertencente à família Culicidae.